# Klaus Hopt
Klaus Jürgen Hopt (* 24. August 1940 in Tuttlingen) ist ein deutscher Wirtschaftsrechtler.

## Wissenschaftlicher Werdegang
Klaus J. Hopt studierte ab 1959 Rechtswissenschaft, Volkswirtschaftslehre und politische Wissenschaften in München, Tübingen, Bilbao, Paris und New York. Nach Promotion zum Dr. iur. in München 1967 mit dem Thema Schadensersatz aus unberechtigter Verfahrenseinleitung. Eine rechtsvergleichende Untersuchung zum Schutz gegen unberechtigte Inanspruchnahme staatlicher Verfahren und zum Dr. phil. in Tübingen 1968 (Die Dritte Gewalt als politischer Faktor. Eine Fallstudie zur Reform der Wahlkreiseinteilung in den USA.) habilitierte er sich 1973 an der Universität München mit einer Arbeit zum Kapitalanlegerschutz im Recht der Banken. Von 1974 bis 1978 war Hopt Professor an der Universität Tübingen, 1978 bis 1980 an der Europa-Universität in Florenz, 1980 bis 1985 erneut in Tübingen, von 1985 bis 1987 an der Universität Bern und von 1987 bis 1995 an der Universität München. Von 1995 bis zu seiner Emeritierung 2008 war Klaus J. Hopt Direktor am Max-Planck-Institut für ausländisches und internationales Privatrecht in Hamburg, wo er noch heute forscht.
Hopt ist Herausgeber und Autor zahlreicher Bücher, darunter der Kommentar zum Handelsgesetzbuch (HGB), und Verfasser von über 350 Aufsätzen zum deutschen und europäischen Handels-, Gesellschafts-, Bank-, Börsen- und Wirtschaftsrecht in über 20 Sprachen.
Akademische Schülerinnen und Schüler von Hopt sind Harald Baum, Li-Jiuan Chen-Rabich, Katrin Deckert, Andreas Fleckner, Stefan Grundmann, Brigitte Haar, Jan von Hein, Thomas von Hippel, Christoph Kumpan, Patrick C. Leyens, Hanno Merkt, Peter O. Mülbert, Katharina Pistor, Markus Roth, Heike Schweitzer, Felix Steffek, Georgios Triantafyllakis, Dimitris Tzouganatos und Marina Wellenhofer-Klein.

## Gastprofessuren
Klaus Hopt hatte viele Gastprofessuren / visiting professorships: 1979 University of Pennsylvania in Philadelphia/USA, 1981 sowie 1983 an der Europa-Universität Florenz. 1987 Universität Paris I (Sorbonne), 1988 Universität Kyōto in Japan. 1989/1990 Université Libre de Bruxelles in Belgien, 1991 an Universität Genf und Universität Tokio. 1994 University of Chicago, 1999 und 2006 an der New York University (Global Faculty)/USA, 2002 an der Harvard University. 2002/2003 Tilburg Universiteit, 2003, 2004 und 2005 Universität Paris II (Panthéon-Assas), 2007 und 2008 Universität LUISS in Rom, 2008 Katholische Universität Portugal in Lissabon, 2010 Columbia University  und 2013 Universität Wien sowie die Wirtschaftsuniversität Wien.

## Sonstige Tätigkeiten (Auswahl)
Von 1981 bis 1985 war Klaus Hopt Richter am Oberlandesgericht Stuttgart. Von 1995 bis 2001 war er Mitglied der früheren Übernahmekommission. Von 2001 bis 2002 war er Mitglied der High Level Group of Company Law Experts zur Beratung der Europäischen Kommission in Brüssel. Zudem gehörte er 2002 bis 2007 dem nach § 5 des Wertpapiererwerbs- und Übernahmegesetzes (WpÜG) bei der Bundesanstalt für Finanzdienstleistungsaufsicht gebildeten Übernahmebeirat an. Von 2000 bis 2012 war Hopt Mitglied der Deputation des Deutschen Juristentages (DJT). Von 2002 bis 2008 war Hopt außerdem Vizepräsident der Deutschen Forschungsgemeinschaft. Von 2002 bis 2012 war er Mitglied der Börsensachverständigenkommission. 2003 bis 2006 amtierte er als Vorsitzender des Wissenschaftlichen Rates der Max-Planck-Gesellschaft und 2003 bis 2005 als Mitglied des Aufsichtsrats der Deutsche Börse AG.
Zudem war er Sachverständiger unter anderem für den Deutschen Bundestag das Bundesverfassungsgericht, das Bundesministerium der Finanzen, das Bundesministerium der Justiz, das Bundesministerium für Wirtschaft und Technologie, die Bundesbank, die Europäische Kommission, die Bank für Internationalen Zahlungsausgleich, für Bulgarien und die Weltbank.

## Ehrungen und Mitgliedschaften

### Ehrendoktorwürden Dr. iur. h.c.
- 1997: Université Libre de Bruxelles
- 1997: Université catholique de Louvain
- 2000: Universite René Descartes Paris V
- 2007: Nationale und Kapodistria Univ. von Athen
- 2010: Ivane Javakhishvili Tbilisi State University

### Mitgliedschaften und Preise
- 2008: Mitglied der Nationale Akademie der Wissenschaften Leopoldina in Halle (seit 2008)
- 2008: Preis für Mentorship der Claussen-Simon-Stiftung (2008)
- 2009: Bundesverdienstkreuz 1. Klasse (2009)
- 2010: Bucerius Law School Hamburg, Ehrenmedaille für besondere Verdienste (2010)

## Werke (Auswahl)
- Handelsgesetzbuch, Beck'scher Kurz-Kommentar von Hopt, München, 44. Aufl. 2025, Hrsg. zusammen mit Kumpan, Leyens, Merkt, Roth
- Unternehmensführung durch Vorstand und Aufsichtsrat – Aktien-, Kapitalmarkt- und Bilanzrecht, Corporate Governance – Handbuch, München 2024, Hrsg. zusammen mit Hommelhoff und Leyens
- Schuldverschreibungsrecht, Köln, 2. Aufl. 2023, Hrsg. zusammen mit Seibt
- Der Aufsichtsrat: Aktienrecht und Corporate Governance, Sonderausgabe aus dem Großkommentar zum Aktiengesetz §§ 95 bis 116 AktG, Berlin 2019, Hrsg. zusammen mit Roth
- The Anatomy of Corporate Law, A Comparative and Functional Approach, 3d ed., Oxford, 2017, Hrsg. zusammen mit Kraakman et al.
- Corporate Boards in Law and Practice, A Comparative Analysis in Europe, Oxford 2013, Hrsg. zusammen mit Davies et al.
- Corporate Governance in Context: Corporations, States, and Markets in Europe, Japan, and the U.S, Oxford 2005, Hrsg. zusammen mit Wymeersch, Kanda und Baum
- La Société européenne, Organisation juridique et fiscale, intérêts, perspectives, sous la direction de K. J. Hopt, M. Menjucq, E. Wymeersch, Paris (Dalloz) 2003
- Prospekt- und Kapitalmarktinformationshaftung – Recht und Reform in der Europäischen Union, der Schweiz und den USA, Tübingen 2005, Hrsg. zusammen mit Voigt
- Reports of the High Level Group of Company Law Experts: A Modern Regulatory Framework for Company Law in Europe, 4 November 2002, und Report on Issues Related to Takeover Bids, Report of the High Level Group of Company Law Experts, 10 January 2002, European Commission, Brussels, zusammen mit Winter (chairman), Christensen, Garrido Garcia, Rickford, Rossi, Simon, mit offiziellen Übersetzungen in verschiedene Amtssprachen der EU
- Stiftungsrecht in Europa, Köln 2001, Hrsg. zusammen mit Reuter
- Comparative Corporate Governance, Oxford 1998, Hrsg. zusammen mit Kanda, Roe, Wymeersch, Prigge
- Börsenreform – Eine ökonomische, rechtsvergleichende und rechtspolitische Untersuchung – , 1997, Hrsg. zusammen mit Rudolph und Baum
- Aktiengesetz, Großkommentar, 4. Aufl., Berlin 1992 ff., Hrsg. zusammen mit Wiedemann
- Gutachten für den 51. Deutschen Juristentag, Inwieweit empfiehlt sich eine allgemeine gesetzliche Regelung des Anlegerschutzes?, München 1976
- Der Kapitalanlegerschutz im Recht der Banken (Habilitationsschrift), München 1975
- Europäisches Insiderrecht, Einführende Untersuchung – Ausgewählte Materialien, Stuttgart 1973, zusammen mit Will
- Die Dritte Gewalt als politischer Faktor. Eine Fallstudie zur Reform der Wahlkreiseinteilung in den USA, Berlin 1969
- Schadensersatz aus unberechtigter Verfahrenseinleitung. Eine rechtsvergleichende Untersuchung zum Schutz gegen unberechtigte Inanspruchnahme staatlicher Verfahren, München 1968

## Festschriften, Festhefte, Symposien

### Festschriften
- Harald Baum u. a. (Hrsg.): Perspektiven des Wirtschaftsrechts Deutsches, europäisches und internationales Handels-, Gesellschafts- und Kapitalmarktrecht. Beiträge für Klaus J. Hopt aus Anlass seiner Emeritierung, Berlin, De Gruyter 2008, 526 S., ISBN 978-3-89949-576-8.

- Stefan Grundmann u. a. (Hrsg.): Festschrift für Klaus J. Hopt zum 70. Geburtstag am 24. August 2010 Unternehmen, Markt und Verantwortung, Berlin, De Gruyter 2010, 3447 S., ISBN 978-3-89949-632-1.

- Stefan Grundmann u. a. (Hrsg.): Festschrift für Klaus J. Hopt zum 80. Geburtstag am 24. August 2020, Berlin, De Gruyter 2020, 1592 S., ISBN 978-3-11-066565-9.

- 80. Klaus J. Hopt, Beiträge der „Ehemaligen“ aus 50 Jahren Lehrtätigkeit zum 80. Geburtstag von Professor Klaus J. Hopt, Salzhausen 2020, 124 S.

### Festhefte
- Klaus J. Hopt zum 60. Geburtstag, Rabels Zeitschrift für ausländisches und internationales Privatrecht 64 (2000) Heft 3 (August), 455–659.

- „Corporate Governance – European Perspectives“ zum 60. Geburtstag von Klaus J. Hopt, Symposium, Universität Mainz, Zeitschrift für Unternehmens- und Gesellschaftsrecht (ZGR), 2001, 215–324.

- In Honour of Professor Klaus Hopt, International and Comparative Corporate Law Journal 2 (2000) Issue 4 (September 2001) III, 415–501.

- In Honour of Klaus J. Hopt, European Company and Financial Law Review, June 2006, Vol. 3 No. 2 (p. 121–236).

### Symposien
- Symposium „Comparative Company Law“ in honour of Professor Klaus J. Hopt, Humboldt University Berlin, 2.–3. September 2005.
- Hopt & Eisenberg Symposium „Corporate Governance and Corporate Social Responsibility“, Tokyo (Japan Corporate Auditors Association and Center for Japanese Corporation Law Studies, Doshisha University Kyoto) and „Corporate Governance and Soft Law“, Kyoto (Doshisha University Kyoto). 16. und 20. Juni 2006.
- Symposium „Kapitalmarktunion“ zum 75. Geburtstag von Klaus J. Hopt, Universität Tübingen, 20.-21.11.2015; Veröffentlichung der Vorträge: Christoph Kumpan, ZGR 2016, 2; Niamh Moloney, ECFR 2016, 376; Wolfgang Schön, ECFR 2016, 424; Jens Binder, ZEuP 2017, 569.